# Liste des prieurs de la chartreuse du Liget

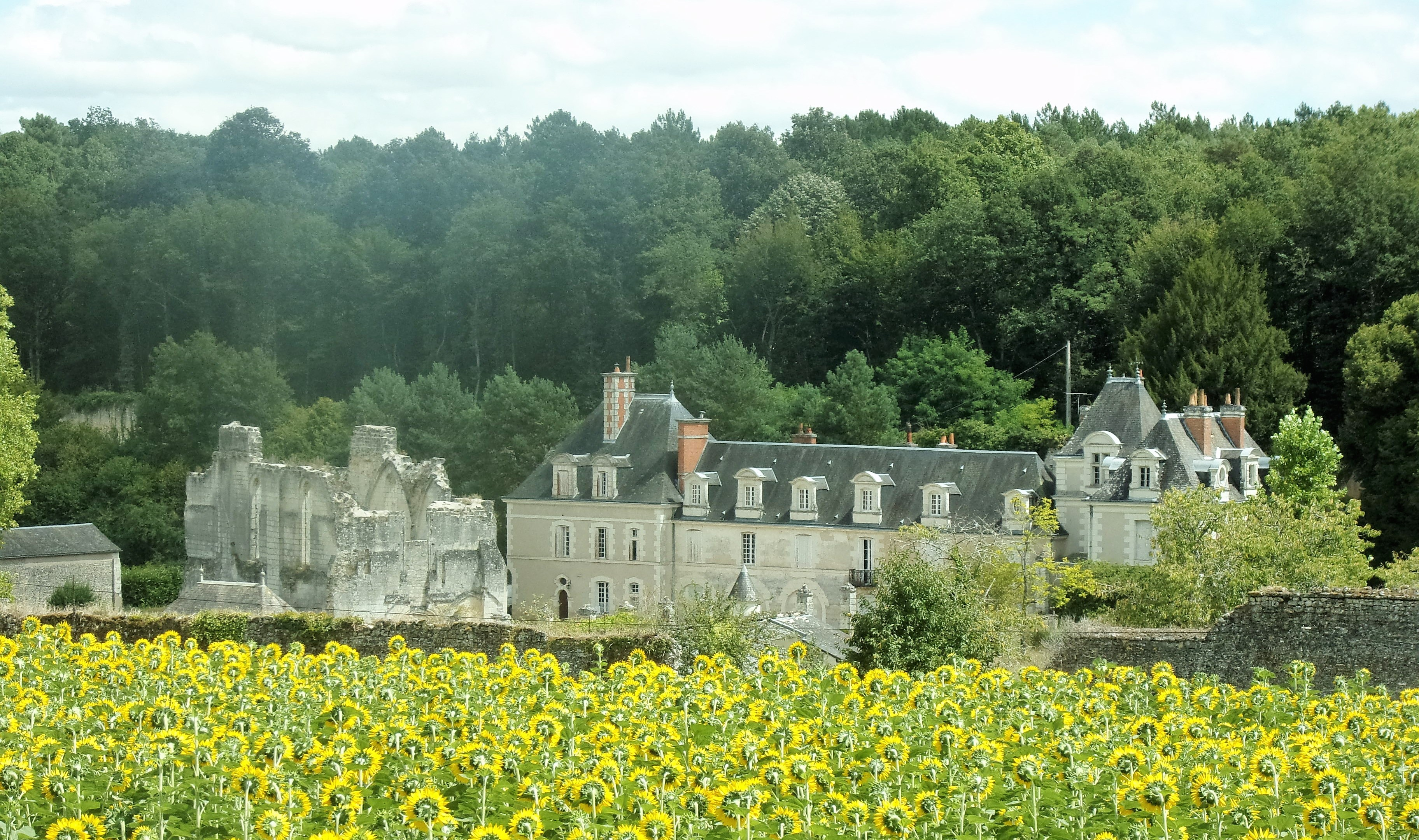
La chartreuse du Liget au XXIe siècle.

Cet article dresse la liste des prieurs de la chartreuse du Liget.
La liste, incomplète pour certaines périodes, est synthétisée en 2007 par Christophe Meunier à partir des publications de Jacques-Xavier  Carré de Busserolle en 1882 et d'Albert Philippon qui en 1933 reproduit l'obituaire de la chartreuse.

## Liste des prieurs
| Entrée en fonction | Fin de la fonction | Prieur                     | Notes |
| 1178               | ?                  | Guillaume                  | |
| ca. 1137           | ?                  | L.                         | |
| ca. 1260           | ?                  | Jean                       | |
| ca. 1270           | ?                  | Giraud                     | |
| ca. 1275           | ?                  | Jean Jocerand              | |
| ca. 1280           | ?                  | Simon                      | |
| ca. 1299           | ?                  | Philippe                   | |
| ca. 1327           | ?                  | P.                         | |
| ca. 1332           | ?                  | Michel                     | |
| ca. 1343           | ?                  | Dominique                  | |
| ca. 1367           | ?                  | Jean Colomb                | Son nom est mentionné sur une cloche fondue en 1367. |
| ca. 1391           | ?                  | Nicolas                    | |
| 1395               | 1396               | Nicolas de Mayencourt      | |
| ca. 1397           | ?                  | Albert                     | |
| ca. 1398           | ?                  | Jean Guiguand              | |
| 1398               | 1400               | Jean de Remis              | |
| 1400               | 1403               | Jean David                 | |
| 1403               | ?                  | Jacques Panioti            | |
| ?                  | 1405               | Jean                       | |
| 1405               | 1411               | Jean Lodier                | |
| 1411               | 1412               | Guillaume Monachi          | |
| 1412               | 1414               | Jean de Collibus           | |
| 1415               | ?                  | Jean Probihominis          | |
| ?                  | 1427               | Nicolas                    | |
| 1427               | 1429               | Jean Canuti                | |
| 1429               | 1432               | Henri Pennetier            | |
| 1432               | 1433               | Pierre Magdelene           | |
| 1433               | 1441               | Pierre Claude              | |
| 1441               | ?                  | Guillaume Huve             | |
| ?                  | 1448               | Pierre Claude              | |
| 1448               | 1460               | Pierre Magdelene           | |
| 1460               | 1462               | Stéphane Aubery            | |
| 1462               | ?                  | Bartholomé Fourelli        | |
| ca. 1464           | ?                  | Jean Pielli                | |
| ?                  | 1468               | Stéphane Aubery            | |
| 1468               | 1468               | Bartholomé Fourelli        | |
| 1469               | 1479               | Jean Sirac                 | |
| ?                  | ?                  | Jean Le Taneur             | |
| ?                  | 1482               | Mattheus Berthon           | |
| 1482               | 1483               | Antoine d'Argenton         | |
| 1483               | 1490               | Jean Béraud                | Il est peut-être représenté sur un volet du retable de La Crucifixion attribué à Jean Poyer. |
| 1490               | 1494               | Pierre de Lailly           | |
| 1494               | 1503               | Louis de Buse              | né à Auxi-le-Château vers 1455. Il devient moine à la chartreuse de Vauvert en 1478, prieur du Mont-Dieu de 1484 à 1494, puis du Liget, et de Villeneuve-lès-Avignon, puis visiteur de l'Ordre. Prieur de la chartreuse de Paris, de 1504 à 1508, et meurt en 1521 à la chartreuse de Maillard. |
| 1503               | 1504               | Guillaume Cornetz          | |
| 1504               | 1537               | Laurent de Villers         | Mentionné dans un acte de 1513. |
| 1537               | 1545               | Jean Guilloire             | |
| 1545               | 1547               | Louis de Baugy             | |
| 1547               | 1552               | Guillaume de Rupe          | |
| ?                  | 18 mai 1562        | Guillaume Bretonneau       | Assassiné par une bande de pillards |
| ?                  | 1568               | Jean Nicou                 | |
| ?                  | 1571               | Stéphane Belourdeau        | |
| ?                  | 1576               | Jean Michel                | Élu prieur de la Grande Chartreuse et général de l’Ordre en 1594. Il meurt en charge le 29 janvier 1600. |
| 1576               | 1587               | Remy Souillard (ou Soular) | |
| 1587               | 1589               | Fiacre Billard             | prieur d'Aillon et visiteur de la province du Genevois. |
| 1589               | 1596               | Nicolas Le Cerf            | |
| 1596               | 1602               | Raphaël Sterpin            | |
| 1602               | 1608               | Louis Durmont              | |
| 1608               | 1610               | Christophe Bochart         | |
| 1610               | 1611               | Raphaël Sterpin            | |
| 1611               | 1613               | Gabriel Billecocq          | |
| 1613               | 1616               | Jacques Petau              | |
| 1616               | 1622               | Déodat du Tillet           | |
| 1622               | 1631               | Louis de Lauzeray          | né à Tours, il fait profession à la Grande Chartreuse le 25 avril 1608 et y devient sacristain. Nommé prieur du Liget, en 1622, il est déposé en 1631 à cause de sa trop grande sévérité et revient en Chartreuse. Il est prieur de Meyriat dès 1632, sous-scribe en 1636 en Chartreuse, prieur de Montrieux et visiteur de Provence en 1638, prieur de chartreuse de Villeneuve-lès-Avignon en 1642 ; en 1643 il est déposé de sa charge de visiteur et retourne prieur de Montrieux. Il redevient prieur de Villeneuve-lès-Avignon en 1648 et meurt en charge le 13 avril 1658. |
| 1631               | 1636               | Jean Gadebert              | |
| 1636               | 1648               | Jean Le Picard             | |
| 1648               | 1662               | Jacques Fauveau            | |
| 1662               | 1683               | Jean Fougereau             | |
| 1683               | 1696               | Gabriel Chereau            | |
| 1696               | 1712               | Jean Le Grantel            | |
| 1712               | 1724               | Pierre Gervais             | |
| 1724               | 1729               | Jean-Baptiste de Lavau     | |
| 1729               | 1734               | Natalis Lavieil            | |
| 1734               | 1744               | Claude Evezard             | |
| 1744               | 1750               | Damien Binet               | |
| 1750               | 1769               | Antoine Valladou           | |
| 1769               | 1773               | Gabriel Denizet            | |
| 1773               | 1780               | Bruno Boutret              | |
| 1781               | 1785               | Paul Decheres              | |
| 1785               | 1791               | Jean Antoine Coueffé       | Engage en 1787 un important programme de reconstruction de la chartreuse stoppé par la Révolution française. |

## Pour ne savoir plus